# The Revenge of Alice Cooper
The Revenge of Alice Cooper ist das achte Studioalbum von Alice Cooper. Es erschien am 25. Juli 2025.

## Hintergrund
1973 veröffentliche die Band Alice Cooper ihr bis dato letztes Studioalbum Muscle of Love. Die Chemie zwischen den Bandmitgliedern wurde stets schlechter und die Band löste sich schließlich 1974 auf. Vincent Furnier, Frontman der Band, arbeitete am ersten Soloprojekt und nahm im Zuge dessen den Künstlernamen Alice Cooper an. Mit seinem ersten Soloalbum Welcome to My Nightmare startete er 1975 eine erfolgreiche Weltkarriere.
Ab 2011 wirkten Neal Smith, Michael Bruce und Dennis Dunaway als Gaststars auf Coopers Soloalben Welcome 2 My Nightmare, Paranormal und Detroit Stories mit. Darüber hinaus spielten Smith und Dunaway Gastauftritte auf dem Debütalbum der Hollywood Vampires.
Bereits 2021 bestätigte Alice Cooper, dass ein weiteres Album in Bandbesetzung möglich sei. Im April 2025 verkündete die Band ihre Wiedervereinigung und terminierte die Veröffentlichung des neuen Albums auf Juli.
Produzent des Albums war erneut Bob Ezrin, der seit 1971 mit Band und Frontman zusammenarbeitet. Der The-Doors-Gitarrist Robbie Krieger spielt die Leadgitarre in Black Mamba. Dem 1997 verstorbenen Gitarristen Glen Buxton wird mit der Widmung „dedicated to our brother“ gedacht, zusätzlich wird er auf dem Albumcover mit „a special appearence by“ gelistet. Buxtons Gitarrenparts sind im Lied What Happened to You zu hören, für welches bisher unveröffentlichte Aufnahmen verwendet wurden.
Das Albumcover zitiert in der Aufmachung einen alten Horrorfilm und präsentiert das Album als „the return album the world was afraid of“.

## Singleauskopplungen
Black Mamba wurde am 24. April 2025 als erste Single ausgekoppelt, es folgten Wild Ones am 4. Juni und Up All Night am 16. Juli.

## Titelliste
Autoren laut Booklet
| Nr. | Titel                                             | Autor(en)                                    | Länge |
| --- | ------------------------------------------------- | -------------------------------------------- | ----- |
| 1.  | Black Mamba                                       | Cooper, Ezrin, Dunaway                       | 4:57  |
| 2.  | Wild Ones                                         | Cooper, Ezrin, Dunaway                       | 4:17  |
| 3.  | Up All Night                                      | Cooper, Ezrin, Bruce                         | 3:07  |
| 4.  | Kill the Flies                                    | Cooper, Ezrin, Smith                         | 4:13  |
| 5.  | One Night Stand                                   | Cooper, Ezrin, Dunaway                       | 3:06  |
| 6.  | Blood on the Sun                                  | Dunaway                                      | 6:03  |
| 7.  | Crap that Gets in the Way of Your Dreams          | Cooper, Ezrin, Smith                         | 3:00  |
| 8.  | Famous Face                                       | Bruce                                        | 4:19  |
| 9.  | Money Screams                                     | Cooper, Bruce, Smith                         | 3:44  |
| 10. | What A Syd                                        | Cooper, Dunaway                              | 2:42  |
| 11. | Inter Galactic Vagabond Blues                     | Cooper, Ezrin, Smith, Bruce                  | 3:11  |
| 12. | What Happened to You                              | Cooper, Ezrin, Smith, Bruce, Buxton, Dunaway | 4:00  |
| 13. | I Ain't Done Wrong (The Yardbirds Cover)          | Keith Relf                                   | 3:43  |
| 14. | See You on the Other Side                         | Cooper, Smith, Dunaway                       | 3:58  |
| 15. | Return of the Spiders 2025 (Bonustrack 7 inch LP) | Cooper, Bruce, Buxton, Dunaway, Smith        | 4:17  |
| 16. | Titanic Overanderture (Bonustrack 7 inch LP)      | Cooper, Bruce, Buxton, Dunaway, Smith        | 1:27  |

## Rezeption
Das Album erhielt überwiegend positive Kritiken. „plattentests.de“ merkte an, dass das Album zwar „vordergründig Nostalgiker ansprechen mag“, es jedoch zeige, dass „Klasse keine Frage des Alters“ sei. „RockHard“ nannte das Album einen „Nostalgie-Trip, der es in sich hat“ und einen „würdigen Nachfolger von Muscle of Love“.

## Chartplatzierungen
The Revenge of Alice Cooper stieg auf Platz zwei der deutschen Charts ein. Für die Band Alice Cooper war es die beste Platzierung eines Albums in Deutschland überhaupt, School’s Out erreichte 1972 Platz drei. Für Alice Cooper als Solokünstler ist es die dritte Top-3-Platzierung in Folge.
| ChartsChartplatzierungen       | Höchstplatzierung | Wochen |
| ------------------------------ | ----------------- | ------ |
| Deutschland (GfK)              | 2 (… Wo.)         | …      |
| Österreich (Ö3)                | 3 (… Wo.)         | …      |
| Schweiz (IFPI)                 | 2 (… Wo.)         | …      |
| Vereinigte Staaten (Billboard) | 72 (1 Wo.)        | 1      |
| Vereinigtes Königreich (OCC)   | 9 (… Wo.)         | …      |